# 黎格爾
黎格爾（英語：Lai Kak Yi，1996年5月10日—），生於香港，香港足球運動員，司職前鋒，現時效力香港超級聯賽球隊冠忠南區。

## 球會生涯
黎格爾生於香港，就讀曾梅千禧學校及喇沙書院。他出身於元朗青年軍，在2016年季中轉投香港超級聯賽球會香港飛馬，同時兼顧學業和足球。
闊別職業足球、效力天旭一季後，黎格爾於18/19球季重返港超聯加盟佳聯元朗。
20/21球季，黎格爾轉投香港超級聯賽球會天水圍飛馬。
21/22球季，黎格爾轉投港甲球會深水埗，效力一季後隨隊重返港超聯。
23/24球季，黎格爾轉投香港超級聯賽球會冠忠南區。

## 國際賽生涯
雖然黎格爾在港超沒有上陣機會，但便贏得香港隊教練團賞識，於2017年1月13日挑選入香港U22決選名單參與作客對卡塔爾U22的國際友誼賽。其後又隨隊到緬甸參與KBZ銀行盃，並在三場賽事中有二場，獲教練金判坤委以重任以正選身份上陣，更嘗試客串防守中場的角色，賽後黎格爾獲主教練金判坤指其表現有驚喜。他於2017年7月入選香港U23代表隊，參與在朝鮮舉行的亞洲23歲以下錦標賽外圍賽，但最後香港以1勝2和不敗的成績，未能成為五隊最佳次名之一，無緣晉身決賽周。

## 榮譽
冠忠南區
- 香港菁英盃冠軍（2024–25）

## 外部連結
- 香港足球總會網頁球員註冊資料（页面存档备份，存于）